# دابلیو. یوجین اسمیت

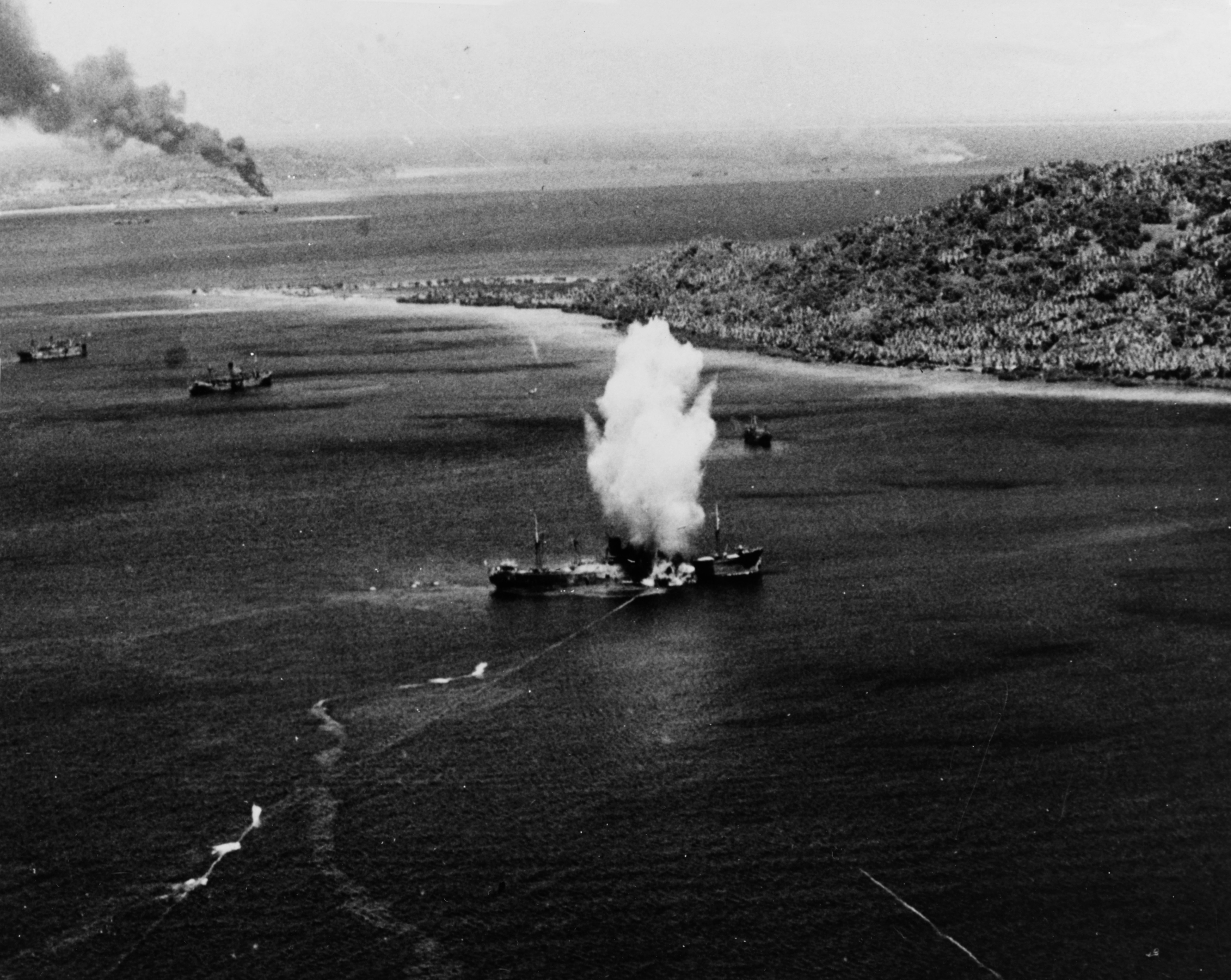
یک باربری ژاپنی در تروک آتول با اژدی که توسط هواپیمای آمریکایی در سال ۱۹۴۴ پرتاب شد برخورد می‌کند. عکس از اسمیت.

ویلیام یوجین اسمیت (انگلیسی: William Eugene Smith؛ ۳۰ دسامبر ۱۹۱۸ – ۱۵ اکتبر ۱۹۷۸) عکاس خبری آمریکایی بود. او به دلیل بی‌توجهی و رعایت نکردن استانداردهای حرفه‌ای عکاسی و به نمایش کشیدن عکس‌های واضحی از خشونت‌ها در جنگ جهانی دوم شهرت فراوانی یافت.
او سه بار برندهٔ کمک‌هزینه گوگنهایم شد و همچنین در ۱۹۵۹ برنده جایزه کنفرانس سالانه ASMP در بخش فتوژورنالیسم و نیز توسط مجله معروف و پرمخاطب عکاسی جزء ۱۰ عکاس برگزیده جهان انتخاب شد.
از عکس‌های معروف او می‌توان به «قدم به باغ بهشت»، «قابله و پرستار»، «تنها بازمانده»، «پزشک دهکده»، «توموکو در حمام»، «سرباز خط مقدم با قمقمه» و «شب زنده‌دار اسپانیایی» اشاره کرد.

## زندگی‌نامه
و در سال ۱۹۱۸ در ایالت کانزاس به دنیا آمد و در دوران دبیرستان در یک روزنامه محلی به کار پرداخت. در سال ۱۹۳۶ با استفاده از یگانه بورسی که برای رشته عکاسی وجود داشت، وارد دانشگاه نوتردام شد. پس از یک نیمسال تحصیلی، به خاطر اشتباه استادش در نمره درس تاریخ، آنجا را به قصد نیویورک ترک کرد. بعد از همکاری کوتاهش با نشریه نیوزویک، در سال ۱۹۳۹ به مجله لایف پیوست؛ اما به دلیل رضایت نداشتن از وظایفی که مجله لایف به او می‌سپرد و استفادهٔ سطحی آن‌ها از عکسهایش، پس از ۲ سال از آنجا استعفا داد.
علاقه او به عکسبرداری از وقایع جنگ به فعالیت مستقلش پایان بخشید و پس از آن که مأموریتش را برای چند نشریه مختلف انجام داد و تجربیاتی اندوخت، بار دیگر در سال ۱۹۴۴ به عنوان خبرنگار مجله لایف در اقیانوس آرام، همکاری خود را با این نشریه از سر گرفت.

عکس معروف یوجین اسمیت از بیماری میناماتا.

یوجین اسمیت از سال ۱۹۴۷ تا۱۹۵۴ برای مجله لایف چندین گزارش مصور عالی تهیه کرد. بهترین این گزارش‌ها از نظر خود اسمیت گزارشی بود دربارهٔ یک قابله سیاهپوست که در یک ناحیه روستایی در کارولینای شمالی کار می‌کرد خود اسمیت دربارهٔ آن گزارش می‌گفت: آن گزارش نتیجه بخش‌ترین کار عکاسی من بود اما به اعتقاد بسیاری دیگر، بهترین و گویاترین گزارش مصور اسمیت، دهکده اسپانیایی بود که به صورت ترکیبی عالی از عکس و کلام در سال ۱۹۵۱ تهیه شد. عکسهای این گزارش از روستای دورافتاده‌ای در غرب اسپانیا گرفته شد که مردم آن در فقر، کار و مذهب کاتولیک زندگی خود را سپری می‌کردند دیگر گزارش‌های مصور اسمیت نیز با ارزش‌های والای مشابهی تهیه شد یکی از آن‌ها دربارهٔ آلبرت شوایتزر در آفریقا بود که باعث شد اسمیت در سال ۱۹۵۴ برای بار دوم از مجله لایف کناره‌گیری کند؛ زیرا او با نحوه انتخاب و کادربندی مجدد و صفحه‌آرایی عکس‌های آن توسط سردبیر مخالف بود.
پس از این ماجرا او به آژانس مگنوم پیوست و با انجام چند گزارش تصویری مستقل، تدریس و آماده‌سازی کتاب قدم به باغ عدن که باید مجموعه آثارش را دربرگیرد، شهرت و اعتبار خود را تثبیت کرد. اسمیت در دهه ۷۰ میلادی، آخرین گزارش مصور مهم خود را دربارهٔ شهر میناماتا در جنوب ژاپن و ماهیگیران جزایر شیرانویی تهیه کرد مردم آن ناحیه قربانیان آلودگی محیط زیست در اثر ضایعات یک کارخانه مواد شیمیایی بودند؛ قربانیانی که با درد، اختلال‌های عصبی، تغییر شکل‌های مادرزادی و مرگ دست به گریبان بودند. انتشار آن عکس‌های مهیج و مستند باعث شد که به محیط زیست توجه بیشتری شود و برای جبران خسارات قربانیان آن، کوشش‌هایی صورت بگیرد.
یوجین اسمیت هیچ جنبه شاعرانه‌ای به صحنه‌هایش نمی‌بخشد و نمی‌کوشد تا آن‌ها را زیبا جلوه دهد با این حال جنبه‌ای دوست داشتنی و لطیف در پدیده‌هایی که او عکاسی می‌کند، وجود دارد او برای گرفتن عکس‌هایش آنقدر شور و نیرو دارد که نتیجه کار چیزی فراتر از عکاسی برای هنر و امثال آنهاست او همیشه آرزو می‌کرد که عکس‌هایش بتواند کسی را به تحرک وادارد و منشأ عمل و اثر بشود یا چیزی را تغییر بدهد؛ اتفاقی که از طریق عکسهایش صورت گرفت و موجب ویرانی یک بازداشتگاه، ساخته شدن بیمارستان برای یک قابله، مبارزه علیه بیماری، آلودگی محیط زیست و نژادپرستی شد.

## مرگ
یوجین اسمیت در سال ۱۹۷۸ پس از۴۰ سال عکاسی، در تاکسون آریزونا درگذشت و میراثی گرانبها از خود به یادگار گذاشت او خود را جدا از آدمها حس نمی‌کرد و در مقابل کسانی که او را به اصرار شخصیتی افسانه‌ای می‌خواندند، خود را معمولی و کم‌اهمیت می‌دانست یوجین اسمیت دربارهٔ خود می‌گوید:
 من یک ایدئالیست هستم اغلب احساس می‌کنم که دلم می‌خواهد هنرمندی در برج عاج باشم اما با این حال ضروری است که با مردم در ارتباط باشم بنابراین باید از برج عاج خویش خارج شوم برای این کار یک فتوژورنالیست هستم؛ اما همیشه بین طرز تلقی ژورنالیست‌هایی که به ثبت واقعیت‌ها می‌پردازند و هنرمندانی که با واقعیتها بیگانه اند مردم من بیش از هر چیز به صداقت در کار معتقدم صداقت با خودم.